# Flugschreiber

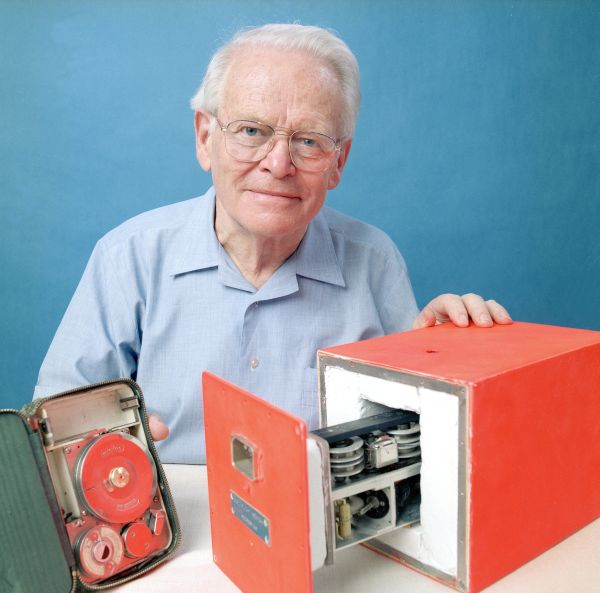
David Warren, Erfinder des Flugschreibers, mit einem Prototyp

Flugschreiber (umgangssprachlich als Black Box bezeichnet) sind an Bord von größeren Luftfahrzeugen (Flugzeugen und Hubschraubern) mitgeführte Aufzeichnungsgeräte, die während eines Fluges relevante Flugdaten- und Flugzeugparameter sowie akustische Informationen zeitlich zugeordnet speichern. Nach einem Flugunfall geben sie anhand der gespeicherten Daten eine zusätzliche Möglichkeit, den Unfallhergang aufgrund des Verhaltens des Luftfahrzeugs und seiner Besatzung nachzuvollziehen.
Es gibt zwei Arten von Flugschreibern: den Flugdatenschreiber (englisch: flight data recorder, kurz FDR) und den Stimmenrekorder (cockpit voice recorder, kurz CVR). Es können auch beide Geräte in einem Cockpit Voice and Data Recorder (CVDR) vereint sein.
Ihre Konstruktion ist darauf ausgelegt, die Speicherung der Daten auch nach den oft auftretenden hohen Beschleunigungen (g-Kräften beim Aufprall) und Temperaturen sicherzustellen. Das gegen Verformung besonders widerstandsfähige Gehäuse der CSMU (Crash-Survivable Memory Unit) mit dem/den Speicher(n) muss speziell nach Unfällen über Tiefseegebieten längere Zeit auch einem sehr hohen Wasserdruck standhalten.
Zur schnellen Lokalisierung von ggf. im Wasser versunkenen Geräten besitzt jeder Recorder einen Unterwasser-Peilsender. Im ungünstigsten Fall kann dieser jedoch beim Unfall von der Speichereinheit abgetrennt werden, was deren Auffinden erheblich erschwert oder gar unmöglich macht.

## Technik

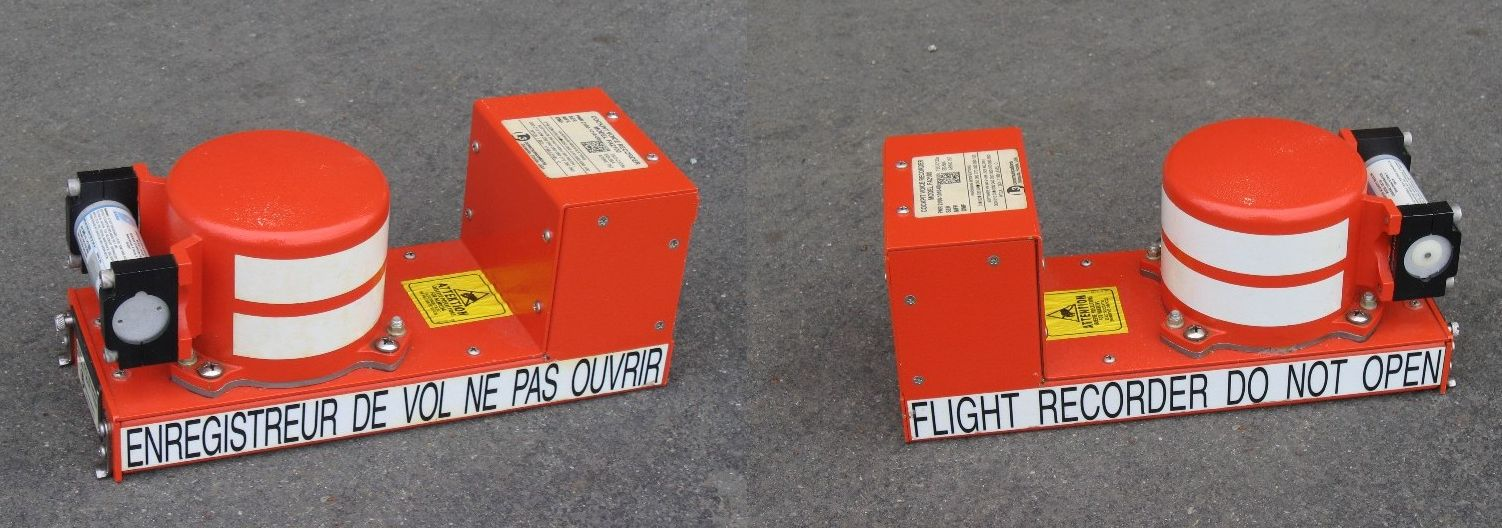
Ansicht und Kennzeichnung. Die runden Gehäuse (CSMU) enthalten die Datenspeicher.

Die Geräte sind heute meist in der Mitte oder im Heck der Maschine eingebaut, die erfahrungsgemäß bei einem Unfall am wenigsten zerstört werden. Heutige Modelle sind jeweils etwa so groß wie ein Schuhkarton, in auffälligem Leuchtorange (ähnl. RAL 2005) lackiert und mit ebenso auffälligen Beschriftungen „FLIGHT RECORDER DO NOT OPEN“ auf einer Seite auf Englisch und auf der anderen auf Französisch „ENREGISTREUR DE VOL NE PAS OUVRIR“ versehen. Die Aufzeichnungs- bzw. Speichereinheit (CSMU) muss Hitzeeinwirkungen von 1100 °C mindestens 60 Minuten standhalten und mindestens bis zu einer Wassertiefe von 6000 Metern wasserdicht sein. Von außen müssen statische Dauerkräfte von 23 kN erlaubt sein. Die Gerätespezifikationen sind in den Standardisierungsrichtlinien Elektronik in der Luftfahrt der European Organization for Civil Aviation Equipment im Dokument EUROCAE ED-112 (Minimum Operational Performance Specification for Crash Protected Airborne Recorder Systems) festgelegt. EUROCAE ist die europäische Entsprechung zur US-amerikanischen RTCA, die beide eng zusammenarbeiten.

### Flugdatenschreiber

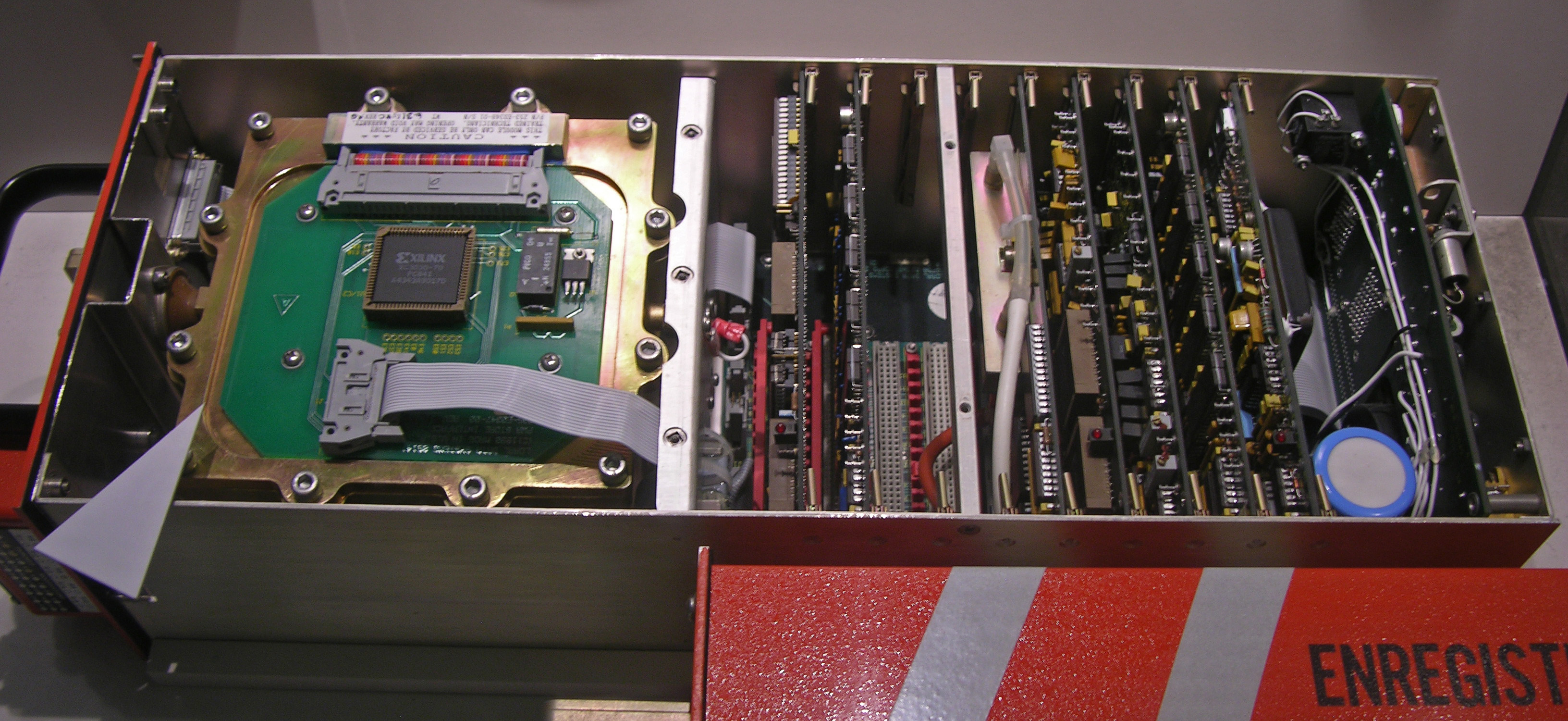
Geöffneter moderner Flugdatenschreiber (SSFDR, Typ Fairchild F 1000 von L-3 Aviation Recorders, früher Loral Data Systems). Das besonders stabile Gehäuse links ist die CSMU mit den Flash-Speichern. Die Elektronik auf den Leiterplatten rechts davon dient der Signalaufbereitung bzw. zur Stromversorgung.

Der Flugdatenschreiber (englisch flight data recorder, FDR) bzw. auch digitale Flugdatenschreiber (englisch digital flight data recorder, DFDR) zeichnet je nach Technik einige wenige bis über hundert Flugparameter auf. Die wichtigsten davon sind Flughöhe (siehe auch: barometrische Höhenmessung in der Luftfahrt), Fluggeschwindigkeit relativ zur Luft („Airspeed“) und Geschwindigkeit über Grund („Groundspeed“), Stellungen der Ruder und Auftriebshilfen (Vorflügel/„slats“ und Klappen/„flaps“) sowie Kurs und der Roll-Nick-Gier-Winkel. Dazu kommen ggf. Daten des Autopiloten und Flight-Management-Systems (FMS) sowie Werte wie Drehzahl, Öl- und Abgastemperatur (EGT) aus dem/den Triebwerk/-en (Kolbenmotor, Turboprop, Strahlturbine).
Hierfür werden unterschiedliche Speichermedien genutzt. In den frühen FDR war dies eine Metallfolie aus Inconel, einer hitzebeständigen Nickelbasislegierung. Die Inconel-Folien mussten regelmäßig gewechselt werden, da sie nur einmal beschrieben werden konnten. Ein solcher FDR zeichnete z. B. diese vier Parameter auf: barometrische Höhe, Fluggeschwindigkeit relativ zur Luft (Airspeed), Kompass-Steuerkurs sowie Steig- oder Sinkrate (dazu siehe auch: Variometer). Die Aufzeichnungszeit der 200 Fuß (61 Meter) langen Speicherfolie betrug 400 Stunden. Später kam die Aufzeichnung auf Magnetband, das mehr Parameter registrieren konnte, wobei auf der Endlosschleife die ältesten Datensätze überschrieben wurden.
In den seit den 1990er Jahren üblichen SSFDR (Solid state flight data recorder) befinden sich Flash-Speicher (genauer: Flash-EEPROMs), in denen ebenfalls die jeweils ältesten Datensätze überschrieben werden. Der einer Solid-State-Drive ähnliche Speicher ist gegen Umwelteinflüsse geschützt in einem besonders stabilen Gehäuse untergebracht. Die einzelnen Parameter sind im EUROCAE-Dokument ED 112 aufgeführt. So muss der Flugdatenschreiber zum Beispiel Stößen von 3400 g mindestens 6,5 Millisekunden (Vollbremsung aus 796 km/h auf einer Wegstrecke von 72 cm) standhalten, bei Temperaturen von 1100 °C darf es innerhalb der ersten 60 Minuten zu keinem Datenverlust kommen und Flammen und Hitze bis 260 °C muss das Gehäuse 10 Stunden lang widerstehen. Die Daten dürfen selbst in einer Wassertiefe von 6000 Metern nicht verloren gehen.
Der erste Flugunfall, bei dem ein FDR zur Ermittlung der Ursache eine Rolle spielte, war die Flugzeugkollision von New York City vom 16. Dezember 1960.

### Flugprofilrecorder
Flugprofilrecorder (FPR) sind Aufzeichnungsgeräte, die im militärischen Bereich bekannt sind und detaillierte Informationen zu Flügen speichern können.

### Stimmenrekorder

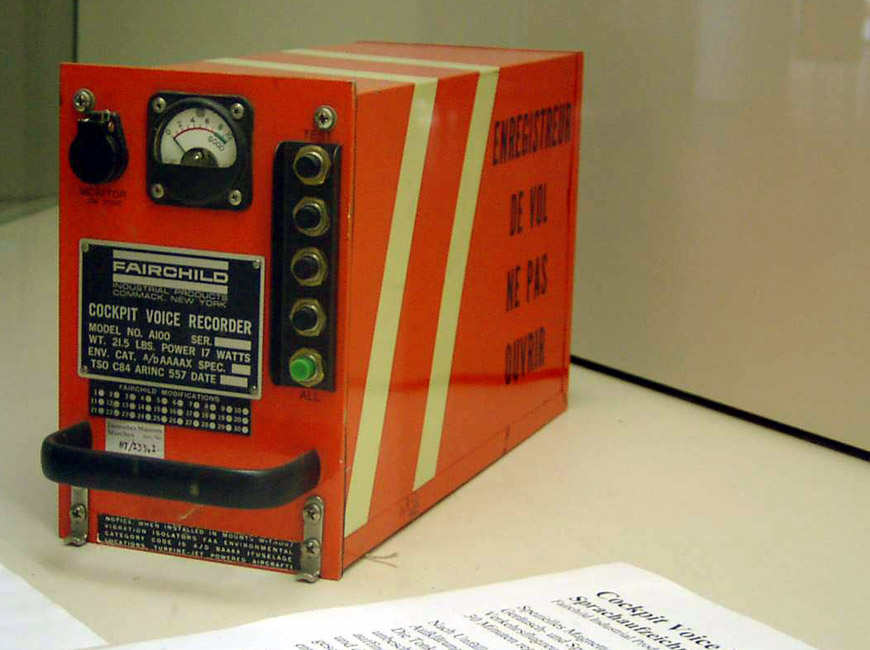
Ein älterer Stimmenrekorder (Fairchild A100) mit Magnetbandaufzeichnung

Der Stimmenrekorder (englisch Cockpit Voice Recorder, CVR, deutsch Führerraumtonaufzeichnungsgerät) zeichnet fortlaufend die letzten 30 bis 120 Minuten in einer Endlosschleife auf. Dies muss automatisch beginnen, bevor sich das Flugzeug mit eigener Triebwerkleistung fortbewegt, und dauert ohne Unterbrechung an, bis die Piloten das Flugzeug verlassen. Dabei werden die akustischen Signale zeitlich nachvollziehbar je nach Ausführung auf einem Magnetband oder einem Halbleiterspeicher festgehalten.
Cockpit Voice Recorder speichern in der Regel alle wichtigen akustischen Ereignisse an Bord: den gesamten Sprechfunkverkehr der Cockpitbesatzung – bei Notfällen auch über die Mikrofone in den Sauerstoffmasken der Piloten, Gespräche über die bordeigene(n) Gegensprechanlage(n), Ansagen in den Passagierbereich über die Kabinen-Lautsprecheranlage sowie Gespräche im Cockpit über das/die Cockpitmikrofon/-mikrofone. Letztere können ggf. ebenfalls die Betätigung von Hebeln bzw. Schaltern sowie akustische Signale des Flight-Management-Systems und der Navigationsgeräte erfassen. Hierzu gehören z. B. während des Landeanflugs die Meldung des Instrumentenlandesystems (ILS) beim Überflug des Vor- bzw. Haupteinflugzeichens (Outer Marker/Middle Marker).
Der Stimmenrekorder spielt oft eine entscheidende Rolle, wenn es um mögliche Fehler der Besatzung („Pilot error“) als Ursache eines Flugunfalls geht. Auch lässt sich herausfinden, ob die Alarmfunktionen aktiv waren; die Untersuchung des Frequenzspektrums der Hintergrundgeräusche über einen Spektrumanalysator kann zusätzliche Hinweise auf Störungen in den Triebwerken liefern.

### Kombinierte Geräte
Bei einem CVDR (combined digital Cockpit Voice and Data Recorder) sind beide (Cockpit Voice und Data Recorder) in einem Gerät vereint. Ein EAFR (Enhanced Airborne Flight Recorder) enthält laut ARINC767-1-Standard eine Kombinationen von einigen oder allen der folgenden Funktionen in einem einzigen Gerät: Digital Flight Data Recorder (DFDR), Cockpit Voice Recorder (CVR), Data Link Recording und Image Recording. Obwohl ein EAFR oder CVDR sowohl die Funktionen eines FDR als auch eines CVR beinhaltet, müssen nach den geltenden Vorschriften zwei EAFR oder CVDR im Flugzeug installiert sein.

### Unterwasserortung

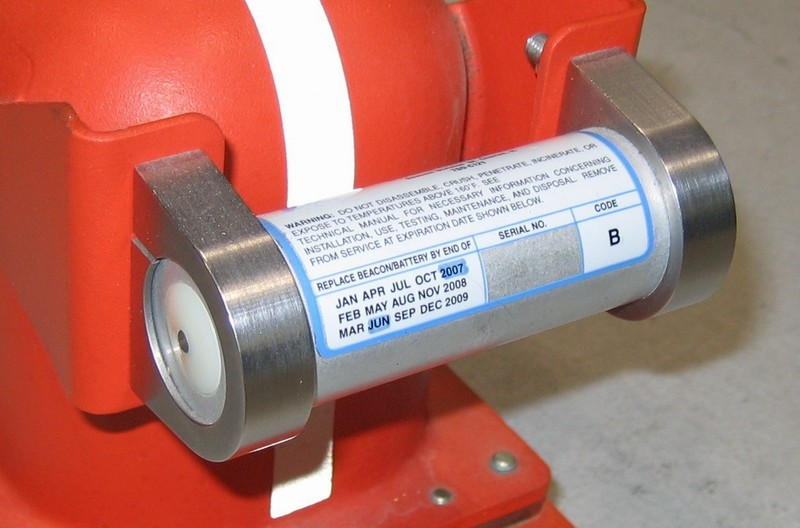
Unterwasser-Ortungsbake

Schematische Darstellung der Flugschreibersuche

Alle Flugschreiber (CVR, FDR und CVDR) sind mit einem eigenen Unterwasser-Peilsender (englisch underwater locator beacon, kurz ULB, ähnlich einer Notfunkbake) ausgestattet. Dieser Sender (englisch pinger) schaltet sich ein, wenn er mit Wasser (Süß- oder Meerwasser) in Berührung kommt und strahlt dann periodisch ein Ultraschall-Signal mit einer Frequenz von 37,5 kHz ab. Der 10 Millisekunden lange „ping“ wird einmal pro Sekunde gesendet. Damit ist das Signal vom sonst üblichen Frequenzspektrum im Meer unterscheidbar – also dem allgemeinen Lärm unter Wasser, der durch Tiere, Schiffe oder Wellenbewegungen verursacht wird.
Der Schalldruckpegel am Sender liegt bei 160 Dezibel. Dadurch ist das Signal bei ungehinderter Abstrahlung typischerweise in einem Umkreis von 2000 Metern bei einer angegebenen maximalen Tiefe von 14000 Fuß (4370 Meter) registrierbar. Die Signalsuche erfolgt mit einem speziellen Empfänger in einer Schleppsonde (engl. Towed Pinger Locator) ungefähr 2000 m über dem Meeresboden. Jede ULB-Einheit besitzt eine eigene Lithiumbatterie mit einer Mindesthaltbarkeit von 6 Jahren. Deren Kapazität ist groß genug, um nach der Aktivierung den Sendebetrieb für mindestens 30 Tage zu gewährleisten. Neuere ULBs haben eine garantierte Sendedauer von 90 Tagen.

### Telemetrie
Die Absturzursache von Air-France-Flug 447 im Juni 2009 konnte längere Zeit nicht endgültig geklärt werden, da Flugdatenschreiber und Stimmenrecorder erst Anfang Mai 2011 gefunden wurden. Airbus begann bereits vor dem Auffinden der Flugschreiber mit der Entwicklung eines Flugschreibers auf Basis der Telemetrie. Dabei werden die Daten vom Flugzeug per Funk über Satellit zu einer Bodenstation übertragen. Die Airbus A220 sollen die ersten Flugzeuge sein, die mit dieser Technologie ausgestattet werden.

## Auswertung
Bekannte Untersuchungsinstitutionen, die Flugschreiber auswerten können, sind:
- die Bundesstelle für Flugunfalluntersuchung (BFU) in Braunschweig
- das National Transportation Safety Board (NTSB) in den USA
- das Bureau d’Enquêtes et d’Analyses pour la sécurité de l’aviation civile (BEA) in Frankreich
- das Air Accidents Investigation Branch (AAIB) in Großbritannien.

## Abgrenzung
- ACARS liefert Live-Daten aus großen Flugzeugen via Funk oder Satelliten an Bodenstationen, allerdings müssen diese Meldungen im Flug i. d. R. von der Besatzung manuell verschickt werden und sie enthalten nur sehr wenige Daten. Beim Flug AF 447 konnten die ACARS-Daten bereits ausgewertet werden, während noch nach dem Flugschreiber gesucht wurde.
- Engine-Condition-Monitoring (ECM) sendet in regelmäßigen Abständen Triebwerksdaten zu den Herstellern. Beim Flug MH 370 gaben die ECM-Daten erste Hinweise, dass das Unfallflugzeug länger geflogen sein musste, als zunächst angenommen.[19]
- MODE-S-Transponder liefern Kennzeichen und Höhe des Flugzeugs, allerdings nur, wenn diese Daten von einer Bodenstation abgefragt werden.
- ADS-B liefert unter anderem die GPS-Position, Höhe und das Flugzeugkennzeichen, reicht aber nur etwa 370 km weit.

## Hersteller
Einer der führenden Hersteller von Flugdatenschreibern und Stimmenrekordern ist L3 Aviation Products in Sarasota (Florida), der zum Geschäftsbereich (Division) L3 Commercial Aviation des US-Konzerns L3 Technologies gehört. Das Unternehmen liefert unter anderem Geräte für den Airbus A350.
Weitere Anbieter sind Hamilton Sundstrand (seit 2012 Teil von UTC Aerospace Systems), die unter anderem Flugdatenschreiber für Boeing und McDonnell Douglas (seit 1997 Teil der Boeing Company) herstellen, Honeywell Aerospace (bis 1999 Allied Signal) sowie Universal Avionics.
Flugschreiber kosten zwischen 10.000 und 15.000 US-Dollar.

## Geschichte

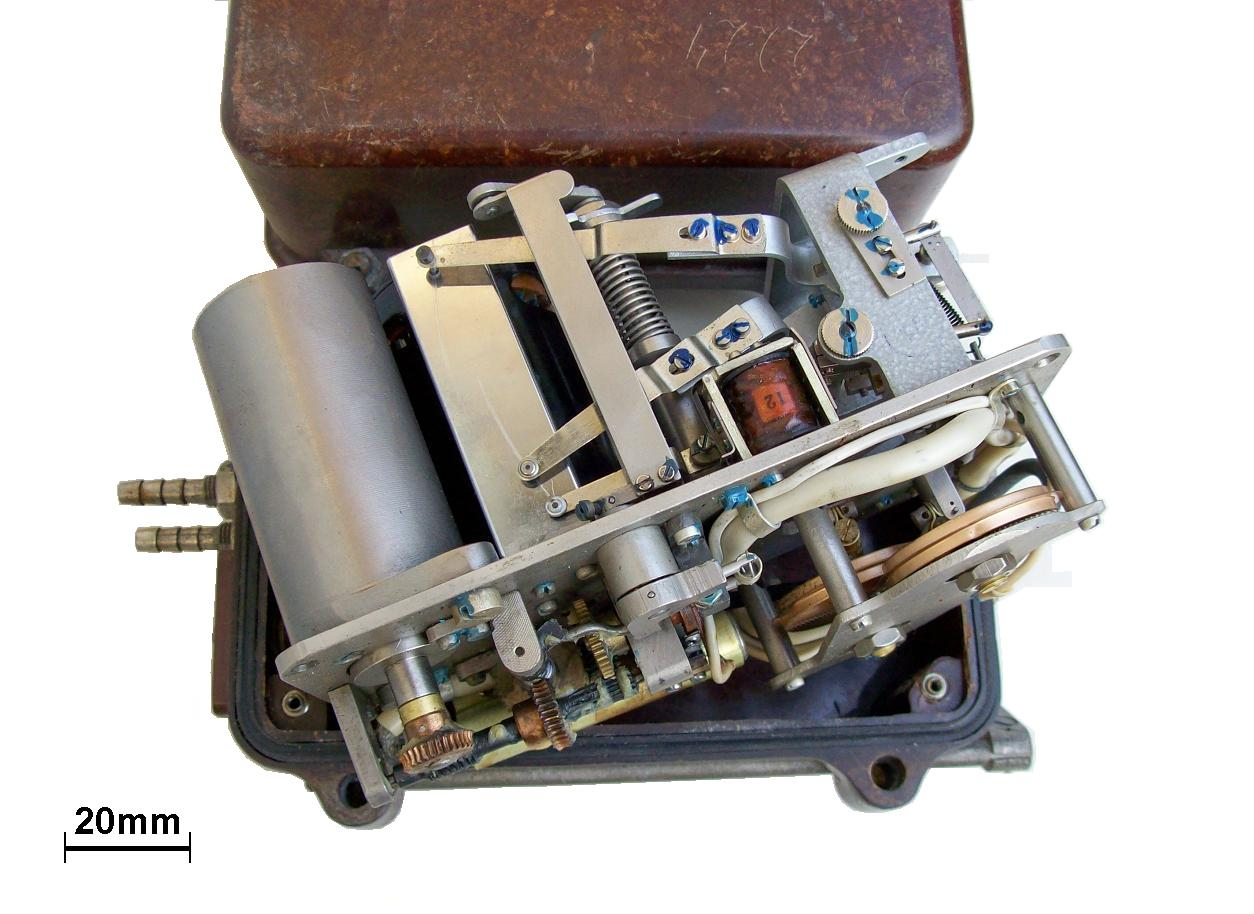
Sowjetischer Flugdatenschreiber (vermutlich frühe 1960er Jahre)
(Aufzeichnung von Flughöhe und Geschwindigkeit auf Papier)

Erfinder des Flugschreibers ist der australische Luftfahrttechniker David Warren von den Aeronautical Research Laboratories of Australia. Er war als Ermittler an der Untersuchung einer zunächst völlig rätselhaften Absturzserie von damals hochmodernen De-Havilland-„Comet“-Düsenflugzeugen in den Jahren 1953 und 1954 beteiligt, bei der es weder Überlebende noch Augenzeugen gab, die zur Ursache befragt werden konnten. Warren, der kurz zuvor auf einer Messe das damals neuartige, kompakte Minifon-Miniaturdrahttongerät gesehen hatte, kam auf die Idee, ein Gerät zu entwickeln, das die Gespräche im Cockpit und wichtige Instrumentendaten auf Tonband aufzeichnen und über einen Unfall hinweg sichern könnte, um so den Unfallermittlern wichtige Hinweise zu geben. Noch 1954 verfasste Warren einen Text mit dem Titel „A Device for Assisting Investigation into Aircraft Accidents“ (dt. Ein Gerät zur Unterstützung von Flugunfall-Untersuchungen). 1957 stellte Warren einen Prototyp fertig, der im Flug getestet wurde. Die australische Luftfahrtbehörde zeigten jedoch zunächst kein großes Interesse. Erst 1960 führte ein nie aufgeklärter Absturz einer Fokker Friendship in Queensland, bei dem alle 29 Insassen ums Leben kamen, zu einem Gerichtsverfahren, in dem der Richter alle australischen Fluggesellschaften dazu verpflichtete, ab 1963 sämtliche Flugzeuge mit einem Stimmenrecorder auszustatten. 1967 war Australien das erste Land weltweit, das das Vorhandensein von Stimmenrecorder und Flugschreiber in Flugzeugen vorschrieb. Die Hawker Siddeley Trident war ab 1964 das erste Flugzeugmuster, das serienmäßig mit einem Flugschreiber ausgestattet war.
Erste Flugdatenschreiber zeichneten lediglich die barometrische Höhe und die mittels Staurohr gemessene Fluggeschwindigkeit relativ zur Luft (Airspeed) auf.
Die heutige Mindestausrüstung für Beförderung von Personen und Sachen im gewerblichen Luftverkehr ist in der JAR-OPS 1 und OPS 3 geregelt.

## Kritik
Im Zusammenhang mit Flugzeugunfällen in den 2010er-Jahren, etwa dem Verschwinden einer Boeing 777 auf dem Malaysia-Airlines-Flug 370 im Jahr 2014 oder dem Unfall des Airbus A320 auf dem Germanwings-Flug 9525 im Jahr 2015, wurde Kritik an der mangelnden Weiterentwicklung der Flugschreiber geäußert. Die Möglichkeiten der heutigen Technik würden bei weitem nicht ausgeschöpft, was vereinzelt auf „Bequemlichkeit, Geiz und überbordende Bürokratie“ zurückgeführt wurde.

## Sonstiges
Seit Juli 2002 müssen auch bestimmte Schiffe mit einem ähnlichen Gerät ausgestattet sein, welches Voyage Data Recorder heißt. Das Bundesamt für Seeschifffahrt und Hydrographie schreibt dazu auf seiner Homepage:

„Technisch sind diese Schiffsdatenschreiber den Flugdatenschreibern weit überlegen, da sie eine deutlich größere Datenvielfalt speichern. Neben der üblichen Sprachaufzeichnung werden beim VDR auch alle wichtigen Navigations- und Maschinendaten sowie die Darstellung des Radarbildes, das viermal pro Minute aufgezeichnet wird, verlustfrei gespeichert. [...] die „Black Box“ [wird] künftig bei der Rekonstruktion von Seeunfällen eine besondere Bedeutung als verlässliche Datenquelle haben. Sie wird helfen, die Wiederholung begangener Fehler zu vermeiden und die Sicherheit auf Schiffen insgesamt zu erhöhen.“

## Bilder von Flugschreibern

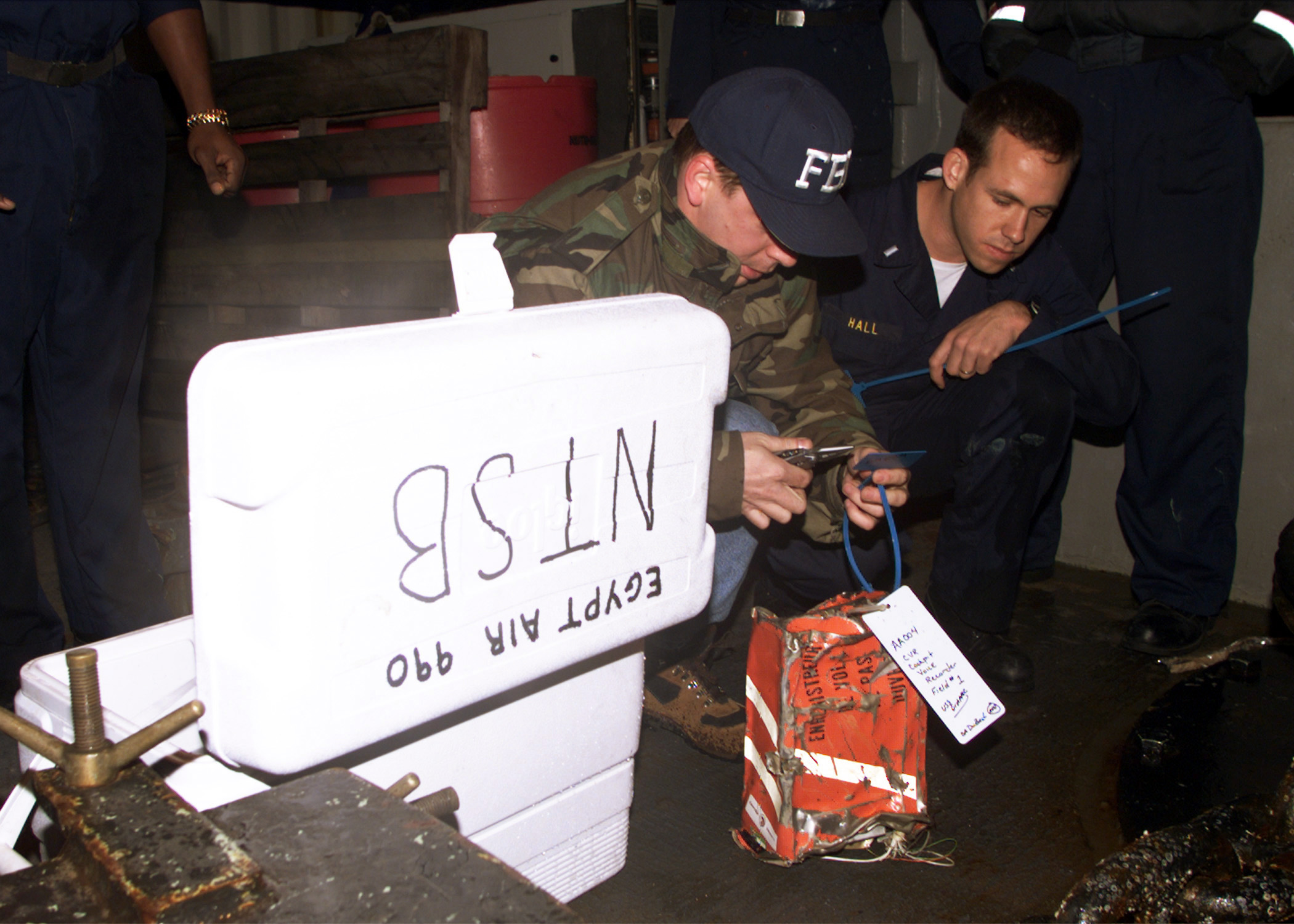
Cockpit Voice Recorder von EgyptAir-Flug 990 nach der Bergung aus dem Meer
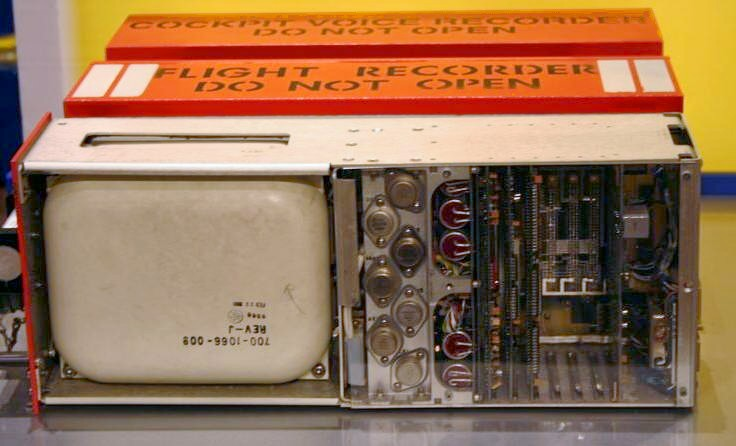
Geöffneter Flight Data Recorder, dahinter der Cockpit Voice Recorder (CVR)
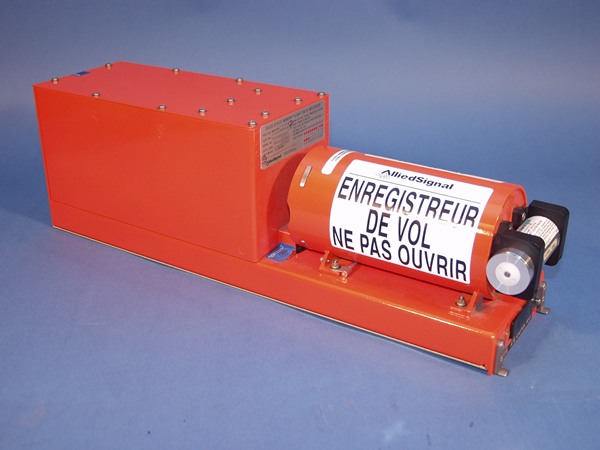
Flugschreiber (FDR)
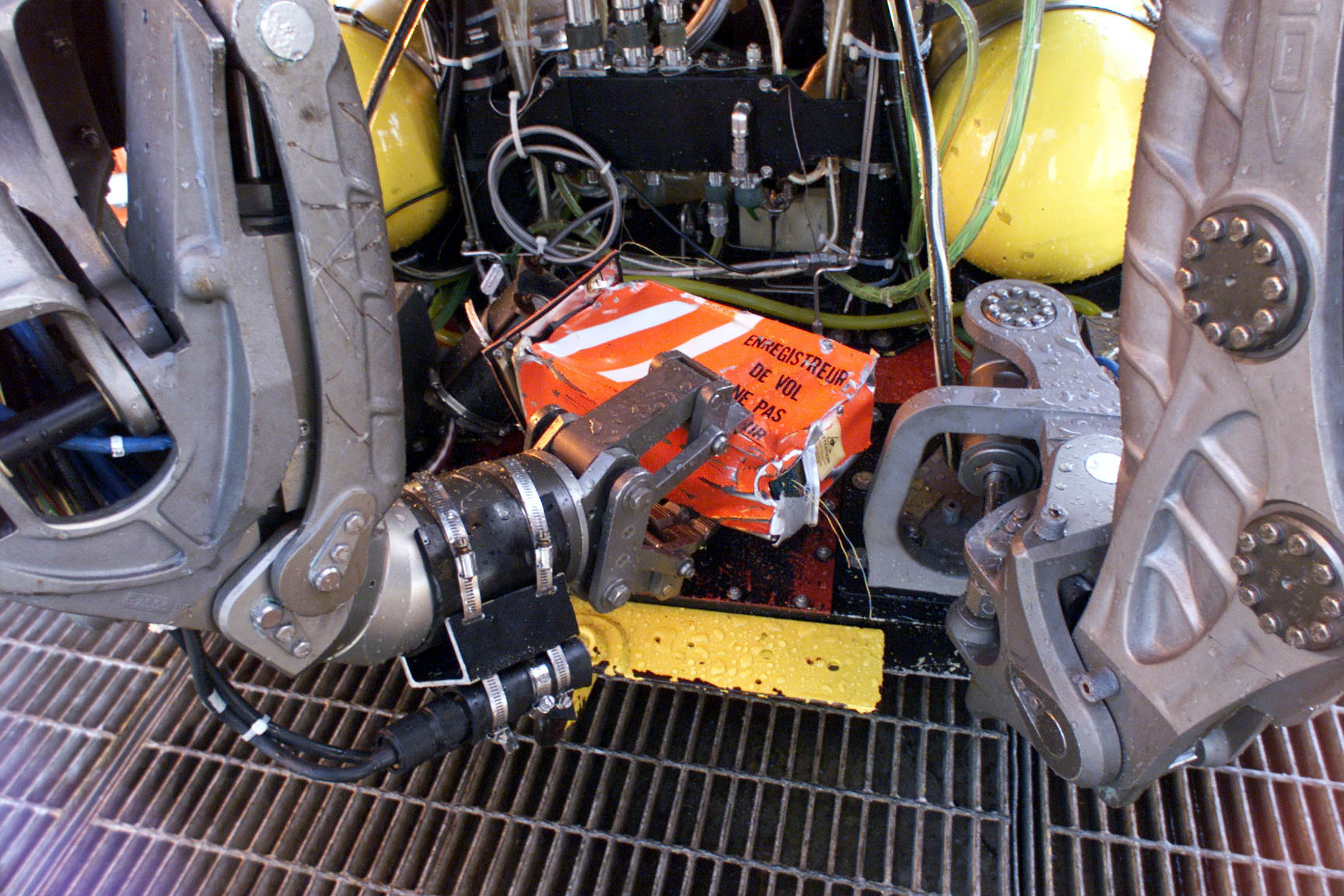
Tauchroboter mit gefundenem Flugschreiber
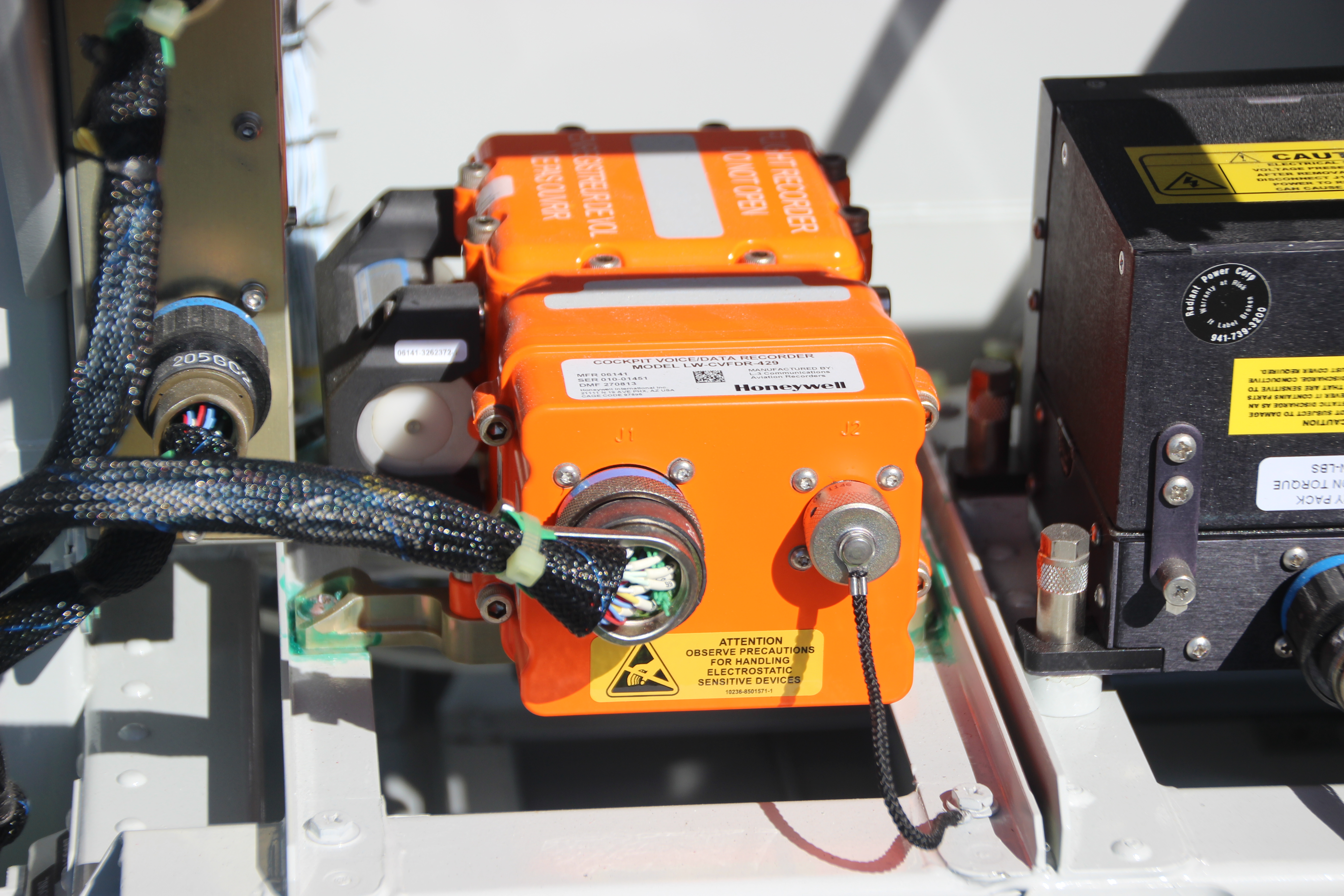
Honeywell-Flugschreiber